# Свети Архангел Михаил – Фитията
Вижте пояснителната страница за други значения на Свети Архангел Михаил.
„Свети Архангел Михаил“ или Фитията (на македонска литературна норма: „Свети Архангел Михаил“ – Фитијата) е средновековен християнски храм в град Щип, Северна Македония.
Църквата е част от Брегалнишка епархия на Македонската православна църква – Охридска архиепископия.
Църквата се намира вляво от пътя, който води от града към главната порта на Хисаря. Дворът има каменна порта с полукръгъл главен входи и два помощни отстрани. Сградата представлява еднокорабна църква, издигната в 1332 година от протосеваст Хрельо. В 1334 година е дарена на Хилендар от крал Стефан Душан. Формата на храма е кръстообразна. Изградена е със сиво-зелен камък и тухли с хоросан. Има живописни фасади и хармонични архитектонски форми. В църквата няма фрескоживопис, но има доказателства, че е била изписана. След османското завоевание Али бей я превръща в джамия, наречена Фитхия джамия (Фития джамия), при което са унищожени и фреските. Джамията е спомената от Евлия Челеби, който в 1622 година минава през Щип, като главна джамия в града, която при завоеванието е била църква. В 2000 година е направен нов мраморен иконостас и са изработени нови икони, които са дело на зограф Перо от Скопие.